# Barbus goktschaicus
Barbus goktschaicus är en fiskart som beskrevs av Kessler, 1877. Barbus goktschaicus ingår i släktet Barbus och familjen karpfiskar. Inga underarter finns listade.